# Megalepthyphantes kuhitangensis
Megalepthyphantes kuhitangensis là một loài nhện trong họ Linyphiidae.
Loài này thuộc chi Megalepthyphantes. Megalepthyphantes kuhitangensis được Andrei V. Tanasevitch miêu tả năm 1989.